# Lucky in Love
Lucky in Love je americký film, hudební komedie z roku 1929, kterou režíroval Kenneth Webb a v hlavních rolích se představili Morton Downey, Betty Lawford a Colin Keith-Johnston. Šlo o jeden z prvních zvukových filmů, natočený v době přechodu od němého filmu.

## Děj
Michael O'More, Ir žijící v Irsku, pracuje pro svého strýce jako trenér koní pro hraběte z Balkerry. Zamiluje se do hraběcí vnučky, ale po souboji, ve kterém málem zabije svého soka v lásce, kapitána Briana Fitzroye, uprchne do Spojených států. Daří se mu zde v práci pro magnáta z oděvního průmyslu a dostane nabídku vrátit se do Balkerry a založit textilní továrnu na výrobu plátna.

## Obsazení
- Morton Downey jako Michael O'More
- Betty Lawford jako Lady Mary Cardigan
- Colin Keith-Johnston jako kapitán Brian Fitzroy
- Halliwell Hobbes jako hrabě z Balkerry
- J.M. Kerrigan jako Connors
- Edward McNamara jako Tim O'More
- Richard Taber jako Paddy
- Edward O'Connor jako Rafferty
- Mary Murray jako Kate
- Mackenzie Ward jako Cyril
- Louis Sorin jako Abe Feinberg
- Sonia Karlov jako Lulu Bellew
- Tyrell Davis jako Potts
- Elizabeth Murray jako bytná